# La Porquera
La Porquera (en eonaviego, A Porqueira) es una casería perteneciente a la parroquia de Santa Coloma, en el concejo de Allande, comarca del Narcea, Principado de Asturias, España.